# Weißenbrunn am Forst
Weißenbrunn am Forst (amtlich: Weißenbrunn a.Forst) ist ein Gemeindeteil von Untersiemau im oberfränkischen Landkreis Coburg.

## Geographie
Der Ort wird vom Weißenbrunner Bach, einem Zufluss der Itz, von Ost nach West durchflossen. Von Weißenbrunn führen Gemeindeverbindungsstraßen nach Untersiemau und Meschenbach.

## Ortsname
Der Ortsname geht auf den Brunnen im Schlosshof zurück, der früher den Bewohnern des Dorfes das meiste Wasser lieferte. Der Zusatz am Forst bezieht sich auf die Lage am Lichtenfelser Forst, in Abgrenzung zum ebenfalls im Landkreis Coburg liegenden Weißenbrunn vorm Wald.

## Geschichte

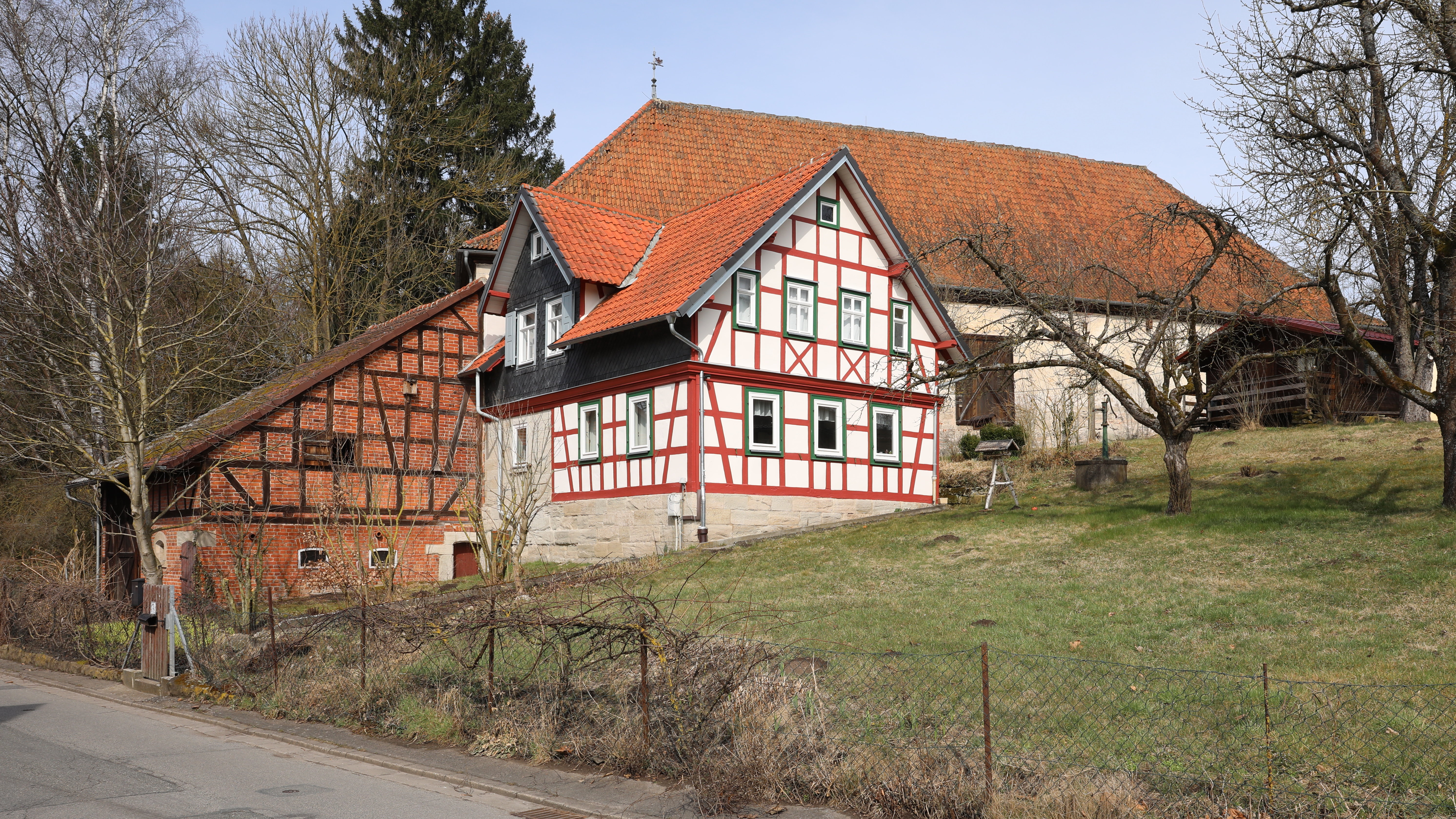
Fachwerkhaus

Weißenbrunn wurde 1317 erstmals als „Wizenbrunnen“ urkundlich erwähnt. Nach Schneier gab es 1171 eine erste urkundliche Nennung als „Wizenbrun“. Ein Rittergut mit einem Schloss hatte die Dorfherrschaft. 
Die Gemeinde Weißenbrunn am Forst wurde am 1. Juli 1971 nach Untersiemau eingemeindet.
Am Ortsrand von Weißenbrunn verläuft die Talbrücke Weißenbrunn am Forst der Neubaustrecke Ebensfeld–Erfurt für die Eisenbahn-Schnellfahrstrecke Nürnberg–Erfurt.

## Persönlichkeiten
- Karl Zeitler (1943–2013), Politiker (SPD) und Landrat a. D.